# 山県市消防本部
山県市消防本部（やまがたししょうぼうほんぶ）は、岐阜県山県市にあった消防部局（消防本部）。管轄区域は山県市全域。
岐阜地域1市4町による消防広域化にともない、岐阜市消防本部に統合され、平成30年3月31日をもって消滅した。

## 概要
- 消防本部：山県市高木1291-2[4]
- 管内面積：222.04km2[2]
- 職員定数：53人[3]
- 消防署2ヶ所[4]
- 主力機械（2014年4月1日現在）
  - 普通消防ポンプ自動車：2[5]
  - 水槽付消防ポンプ自動車：2[5]
  - 高規格救急自動車：3[5]
  - 救助工作車：1[5]
  - 指令車：2[5]
  - 広報車：2[5]
  - 資機材搬送車：1[5]
  - 小型動力ポンプ付水槽車：1[5]
  - 自動二輪車 :3[5]

## 沿革
- 1981年（昭和56年）
  - 4月1日 - 山県郡高富町、伊自良村及び美山町が一部事務組合の山県消防組合を設立する。
  - 10月30日 - 山県消防組合消防本部、南消防署及び北消防署を設置する[6]。
- 2003年（平成15年）4月1日 - 高富町、伊自良村及び美山町の新設合併に伴い、山県市が発足する。
  - 山県消防組合が合併前日をもって解散し、山県市に承継する。単独消防として山県市消防本部を設置する[7]。
- 2018年（平成30年）3月31日 - 岐阜市消防本部に統合され、消滅した。

## 組織
- 本部 - 消防課・予防課[8]
- 消防署[8]

## 消防署
| 消防署   | 住所       | 出張所 |
| -------- | ---------- | ------ |
| 南消防署 | 高木1291-2 | なし   |
| 北消防署 | 笹賀70-1   | なし   |